# Karl Fischer (Schauspieler, 1780)
Karl Fischer (10. September 1780 in Schwoitsch – 24. November 1836) war ein deutscher Opernsänger, Theaterschauspieler und Bühnenschriftsteller.

## Leben
Fischer studierte zunächst von 1800 bis 1803 Rechtswissenschaften in Halle, wurde dann Ökonom und ging 1810 zur Bühne. Er fand Engagement am Breslauer Stadttheater, wo er anfänglich seiner hübschen Stimme wegen an der Oper Verwendung fand. Gelegentlich eines Gastspiels von Ludwig Devrient erkannte dieser sein schauspielerisches Talent und veranlasste daher seinen Übertritt von der Oper zum Schau- und Lustspiel. Er wirkte an dieser Bühne, der einzigen, die er je betreten hatte, ununterbrochen bis 1836. Ein körperliches Leiden der schwersten Art, das ihn schon seit Jahren quälte, führte seinen Tod herbei. Nebst seiner Tätigkeit als Schauspieler verfasste er auch mehrere Bühnenstücke, von denen einige sehr oft aufgeführt wurden. Sie zeichneten sich durch eine schöne Sprache und effektvolle Bühnenwirkung aus.